# Prima scuola di Vienna
Le definizioni prima scuola di Vienna e classicismo viennese vengono usate per fare riferimento all'opera di alcuni compositori del periodo classico, in particolare Franz Joseph Haydn, Wolfgang Amadeus Mozart e Ludwig van Beethoven. Tra questi, è stato talvolta annoverato nella lista anche Franz Schubert. Il tentativo di estendere questa categoria storico-estetica a compositori successivi, quali Anton Bruckner, Johannes Brahms e Gustav Mahler, è stato rigettato dalla musicologia accademica.
Nei paesi di lingua tedesca si fa riferimento a questo periodo con l'espressione «Wiener Klassik» («epoca/arte classica Viennese»), etichetta spesso estesa al classicismo musicale in generale.
Il termine «Scuola di Vienna» è stato introdotto dal musicologo austriaco Raphael Georg Kiesewetter nel 1834, con riferimento ad Haydn e Mozart. La definizione è stata ripresa da autori successivi che aggiunsero il nome di Beethoven. Successivamente è stato aggiunto l'ordinale "prima" per distinguerla dalla Seconda scuola di Vienna.
Eccettuato Schubert, i membri della prima scuola di Vienna si conoscevano a vicenda, ma non si deve intendere un rapporto fra essi analogo a quello delle più moderne scuole del XX secolo. Tanto meno si deve pensare che lo stile fosse tramandato attraverso l'insegnamento diretto, come nel caso di Alban Berg e Anton Webern, che nella Seconda scuola di Vienna furono allievi di Schönberg (anche se Beethoven, per un certo periodo, prese lezioni da Haydn).